# Luis Felipe Gruber
Luis Felipe Gruber (Santa Rosa, 16 de abril de 1985) es un jugador de baloncesto profesional de origen brasileño y con pasaporte italiano que en la actualidad milita en las filas del União Corinthians del Novo Basquete Brasil.

## Trayectoria
Gruber, que ocupa la posición de pívot, se inició como jugador de baloncesto formando parte del Grêmio Náutico União de Brasil, aunque la mayoría de su carrera deportiva ha transcurrido en las divisiones inferiores del baloncesto en España, país al que llegó en la temporada 2003-04 fichado por el  Lucéntum Alicante para jugar en su filial de la liga EBA.
En 2004-05 incluso llega a disputar tres partidos con el primer equipo del Lucéntum en la liga ACB aunque no termina de triunfar y al final de la temporada acaba fichando por el Pamesa Castellón de la LEB-2 con el que juega toda la temporada.
En la temporada 2006-07 ficha por el Grupo Cibo Llíria también de LEB-2 y al inicio de la temporada 2007-08 es contratado por el Cáceres 2016 de LEB Plata donde tras una buena campaña (12 puntos y 5 rebotes) en la que ayudó al equipo extremeño a llegar a jugar los play-off de ascenso, da el salto de categoría fichando por el Autocid Burgos de LEB Oro para disputar la temporada 2008-09.
Tras promediar 6 puntos en 16 minutos de juego en Burgos, en el verano de 2009 firma un contrato con el UB La Palma, nuevamente de la LEB Oro para ser parte de su plantilla durante la temporada 2009/10.

### Clubes
| Club                 | País   | Año         |
| -------------------- | ------ | ----------- |
| Gremio Náutico Uniao | Brasil | 2002 - 2003 |
| Lucentum Alicante    | España | 2003 - 2005 |
| Pamesa Castellón     | España | 2005 - 2006 |
| Grupo Cibo Llíria    | España | 2006 - 2007 |
| Cáceres 2016         | España | 2007 - 2008 |
| Autocid Burgos       | España | 2008 - 2009 |
| UB La Palma          | España | 2009 - 2010 |
| Joinville            | Brasil | 2010 - 2011 |
| Unitri Uberlândia    | Brasil | 2011 - 2015 |
| Paulistano           | Brasil | 2015 - 2016 |
| Cearense             | Brasil | 2016 - 2017 |
| Franca BC            | Brasil | 2017 - 2018 |
| Mogi das Cruzes      | Brasil | 2018 - 2021 |
| União Corinthians    | Brasil | 2021 - 2022 |

### Selección
Los mayores éxitos deportivos del jugador han llegado jugando para la selección nacional de su país natal: Brasil. Gruber se proclamó campeón con la selección absoluta del Campeonato Sudamericano de Baloncesto de 2006 disputado en Caracas.
Anteriormente ya se había proclamado subcampeón del mismo torneo en el 2004 en la edición que se disputó en Campos (Brasil).